# حاجي كرد
حاجي كرد هي قرية في مقاطعة مراغة، إيران. عدد سكان هذه القرية هو 2,101 في سنة 2006.